# Marc Ford
Marc Ford, född 13 april 1966 i Los Angeles, är en amerikansk gitarrist, mest känd för sitt arbete i rockbandet The Black Crowes. 

## Biografi
Gitarristen och sångaren Marc Ford dök upp i musikvärlden i slutet av 1980-talet med bluesrockgruppen Burning Tree, tillsammans med basisten Mark Dutton och trumslagaren Doni Gray. Gruppen spelade in en skiva år 1990, men då den kommersiella succén uteblev, sparkades Burning Tree av skivbolaget. 
Ford fick kontakt med The Black Crowes då Burning Tree spelade som förband för dem. När Burning Tree splittrades i början av 1990-talet, hoppade Ford in som gästartist på The Black Crowes konserter, och tog platsen som ordinarie gitarrist då gruppens originalgitarrist Jeff Cease hoppade av i slutet av 1991. 
Med The Black Crowes spelade Ford in gruppens andra skiva, The Southern Harmony and Musical Companion, som steg rakt upp på första plats på USA:s skivförsäljningslista och sålde dubbelplatina. Ford blev med ens storstjärna och en av det tidiga 1990-talets mest uppskattade gitarrister. Han fortsatte att spela in ytterligare två skivor med bandet, men kickades år 1997, då bandmedlemmarna blev trötta på hans drogmissbruk. 
Under slutet av 1990-talet spelade han solo och som kortvarig medlem i ett antal grupper, som Gov't Mule, The Chris Stills Band och Federale. Samma takt fortsatte på 2000-talet, med Pink Floyd-tributgruppen Blue Floyd och Marc Ford & The Sinners. 2003 fick han en inbjudan att sluta sig till Ben Harper and the Innocent Criminals, ett erbjudande som han inte tackade nej till. Han spelar fortfarande sporadiskt med Harper.
År 2005 kom ett besked som många Black Crowes-fans hade väntat på, det vill säga att Ford var tillbaka i gruppen. Men 2006, mitt under återförenings-turnén tillkännagav Ford att han lämnade The Black Crowes. Som orsak uppgav han att han inte ville riskera den nykterhet han hade kämpat så hårt för att uppnå.
Sedan dess har han återförenats med Burning Tree, och gav år 2007 ut soloskivan Weary and Wired.

## Fords grupper
- Burning Tree
- The Black Crowes
- Marc Ford and the Uninvited
- Gov't Mule
- The Chris Stills Band
- Federale
- Blue Floyd
- Marc Ford and The Sinners
- Ben Harper and the Innocent Criminals
- Sweet Pickle Salad

## Diskografi, (urval)
Soloalbum
- It's About Time (2003)
- Weary and Wired (2007)
- Marc Ford and the Neptune Blues Club (2008)
- Fuzz Machine (2010)
- Holy Ghost (2014)
- The Vulture (2016)

Album med Burning Tree
- Burning Tree (1990)

Album med Black Crowes
- The Southern Harmony and Musical Companion (1992)
- Amorica (1994)
- Three Snakes and One Charm (1996)
- The Lost Crowes (2006)
- Freak 'n' Roll...Into the Fog (2006)

Album med Ben Harper
- Live at the Hollywood Bowl (EP) (Ben Harper and the Innocent Criminals, Virgin Records, 2003)
- Live at the Hollywood Bowl (DVD) (Ben Harper and the Innocent Criminals, Virgin Records, 2003)
- There Will Be a Light (Ben Harper and the Blind Boys of Alabama, Virgin Records, 2004)
- Live at the Apollo (Ben Harper and The Blind Boys of Alabama, Virgin Records, 2004)
- Live at the Apollo (DVD) (Virgin Records, 2004)
- Both Sides of the Gun (Ben Harper and the Innocent Criminals, Virgin Records, 2006)

Andra album
- The Scarecrows Featuring Marc Ford (The Scarecrows, 1988, släppt 2005)
- The Very Crystal Speed Machine (Thee Hypnotics, 1994)
- Live...with a Little Help From Our Friends (Gov't Mule , 1999)
- Live...with a Little Help From Our Friends, Volume 2 (Gov't Mule, 2002)
- Lovers and Thieves (Scott Thomas, 2003)